# Joaquín Prat
Joaquín Prat Carreras (Játiva, Valencia, 27 de abril de 1927-Madrid, 3 de junio de 1995) fue uno de los presentadores más importantes de la radio y de la televisión en España.

## Vida y trayectoria profesional
Licenciado en Derecho, antes de ser famoso, trabajó como administrativo. En 1959 ingresó en Radio Nacional de España. A lo largo de los años trabajó en más de 20 programas de radio, tanto en la Cadena SER (hasta 1987), con espacios emblemáticos como Mañanas de Radio Madrid, Ustedes son formidables, Radio Madrid madrugada y Carrusel Deportivo, como en la COPE (1987-1990) con Vivir es formidable y Tiempo de Juego o de nuevo en Radio Nacional de España desde 1990 con Apúntate 5 y La peña.
Conoció a la irlandesa Anne McKiernan, con la que se casó en 1961. Tuvieron dos hijas, Annabelle y Susan. Tras separarse, posteriormente, en un viaje aéreo, conoció a la azafata danesa Marianne Sandberg, con la que se casó en 1984, y con la que tuvo cuatro hijos más, Joaquín, Alejandra, Federico y Andrea. Sus hijos Joaquín (17 de abril de 1975), Alejandra (16 de marzo de 1977) y Andrea Prat Sandberg (4 de febrero de 1987) también se han dedicado al mundo de la televisión. Federico, sin embargo, se hizo marino mercante y tuvo problemas de adicciones.
En Televisión hizo su debut con el famosísimo concurso Un millón para el mejor (1968), en el que permaneció un año hasta ser sustituido por José Luis Pécker. Ese mismo año llegó su emparejamiento profesional con Laura Valenzuela en el espacio musical Galas del sábado (1968-1970), de Fernando García de la Vega, que alcanzó una popularidad enorme en su época. Volvió a coincidir con la actriz y presentadora en Canción 71, un programa de corte similar.
Entre 1988 y 1993 presentó El precio justo, concurso en el que hizo famosa la exclamación ¡A jugar!, que acompañaba con un inolvidable movimiento de brazo.
Otros programas que presentó fueron: 
- Buenas tardes (1970), con Marisa Medina.
- A la española (1971), programa musical.
- Siempre en domingo (1971), con Manuel Martín Ferrand.
- Cambie su suerte (1974), con José Luis Pécker.[2]
- Destino Argentina (1978), concurso sobre el Mundial de Fútbol.[3]
- Cosas (1980-1981), con Mónica Randall y Marisa Abad.
- Otras cosas (1981-1982), con Lola Martínez y Mari Ángeles Morales, Elena Escobar e Isabel Bauzá.[4]
- Noches de gala (1993-1994), con Miriam Díaz-Aroca.[5]
- ¿Cómo lo veis? (1994).

Cuenta en su haber con dos Premios Ondas: en 1970 (Nacionales de Televisión), como Mejor presentador y en 1989 (Nacionales de Radio) por Vivir es formidable. Se le concedieron también tres TP de Oro: como Mejor Presentador, en 1980 por Cosas y en 1988 por El precio justo, y otro honorífico en 1991 a su trayectoria profesional. 
En 1994 dio las campanadas de fin de año con Ana Obregón. Unos meses después, mientras grababa el concurso ¿Cómo lo véis?, en los estudios de Prado del Rey en Televisión Española, se sintió de repente indispuesto. En el hospital diagnosticaron que había sufrido un infarto de miocardio. Pasó dos meses en coma hasta su muerte, el 3 de junio de 1995.
| Predecesor: José Luis Uribarri | Comentarista para España del Festival de Eurovisión 1971 | Sucesor: Julio Rico |